# Internationale Arbeitsgemeinschaft Donauforschung
Die Internationale Arbeitsgemeinschaft Donauforschung (IAD) ist eine Internationale Nichtregierungsorganisation (NGO) eines Netzwerkes von Wissenschaftlern im Donauraum in Europa. 1956 gegründet, ist sie seit 2004 als Verein nach österreichischem Recht angemeldet.

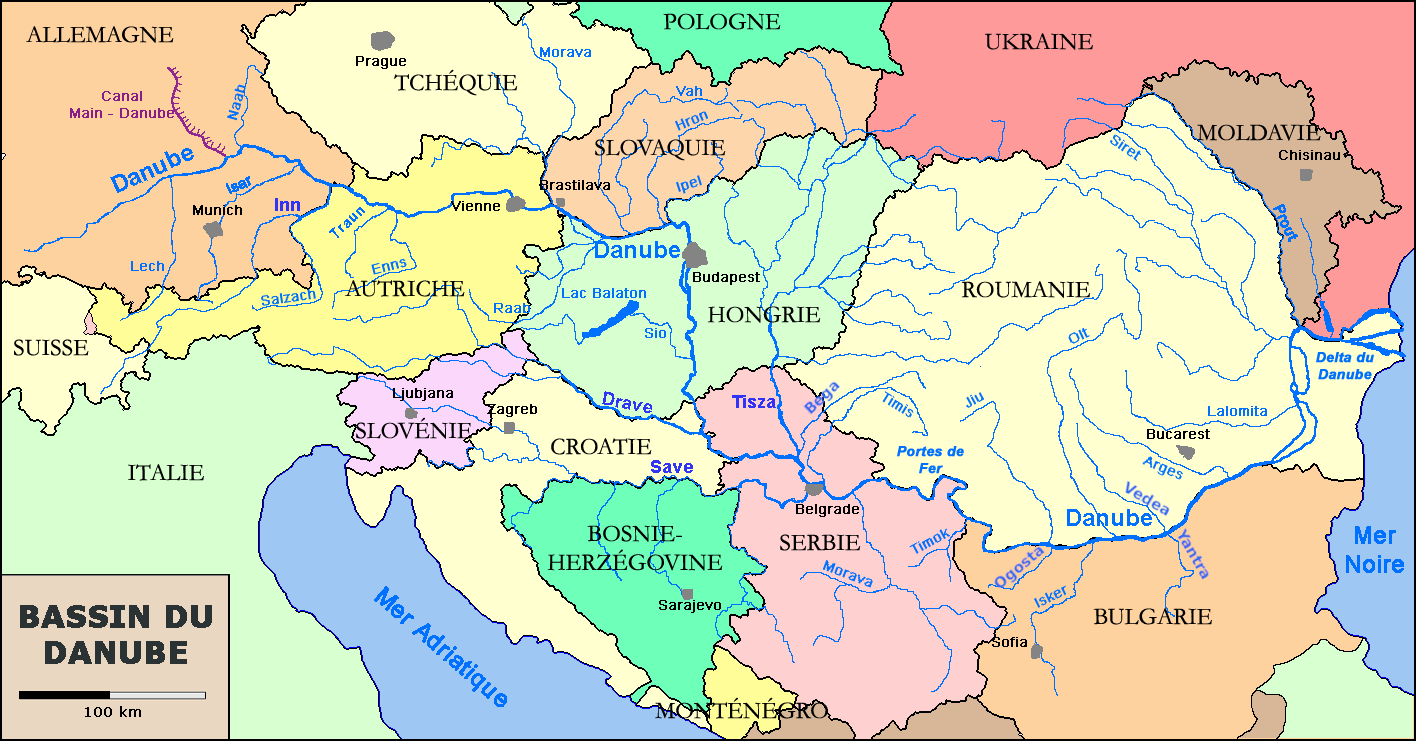
Karte des Donauraums

## Organisation
Der Vorstand der IAD setzt sich aus dem Präsidenten, dem Vizepräsidenten und dem Generalsekretär zusammen. Sie bilden gemeinsam mit derzeit 12 Landesvertretern das Präsidium der IAD. 2022 wurde Bernd Cyffka von der Katholischen Universität Eichstätt-Ingolstadt zum Präsidenten, Cristina Sandu zur Vizepräsidentin gewählt. Seit 2018 ist Katrin Teubner von der Universität Wien gewählte Generalsekretärin.
Die IAD besteht im Weiteren aus einer Gruppe von Wissenschaftlern, die schwerpunktmäßig zwölf Themen in der Ökologie und dem Ökosystemmanagement im Donauraum bearbeiten: Wasserqualität, biotische Prozesse, Mikrobiologie, Phytoplankton und Phytobenthos, Wasserpflanzen, Auenwaldökologie, LTSER und Umwelthistorie, Fischbiologie und Fischerei, Einwanderung von fremden Tier- und Pflanzenarten, Ökotoxikologie, Donaudeltastrukturen und nachhaltige Entwicklung sowie Öffentlichkeitsbeteiligung.
Die IAD-Mitglieder sind in den folgenden ICPDR-Expertengruppen aktiv:
- Expertengruppe für Flussgebietsmanagement
- Expertengruppe für Hochwasserschutz
- Wasserkraft-Expertengruppe
- Expertengruppe zur Anpassung an den Klimawandel
- Expertengruppe „Öffentlichkeitsbeteiligung“